# Kunstmühle Langwied

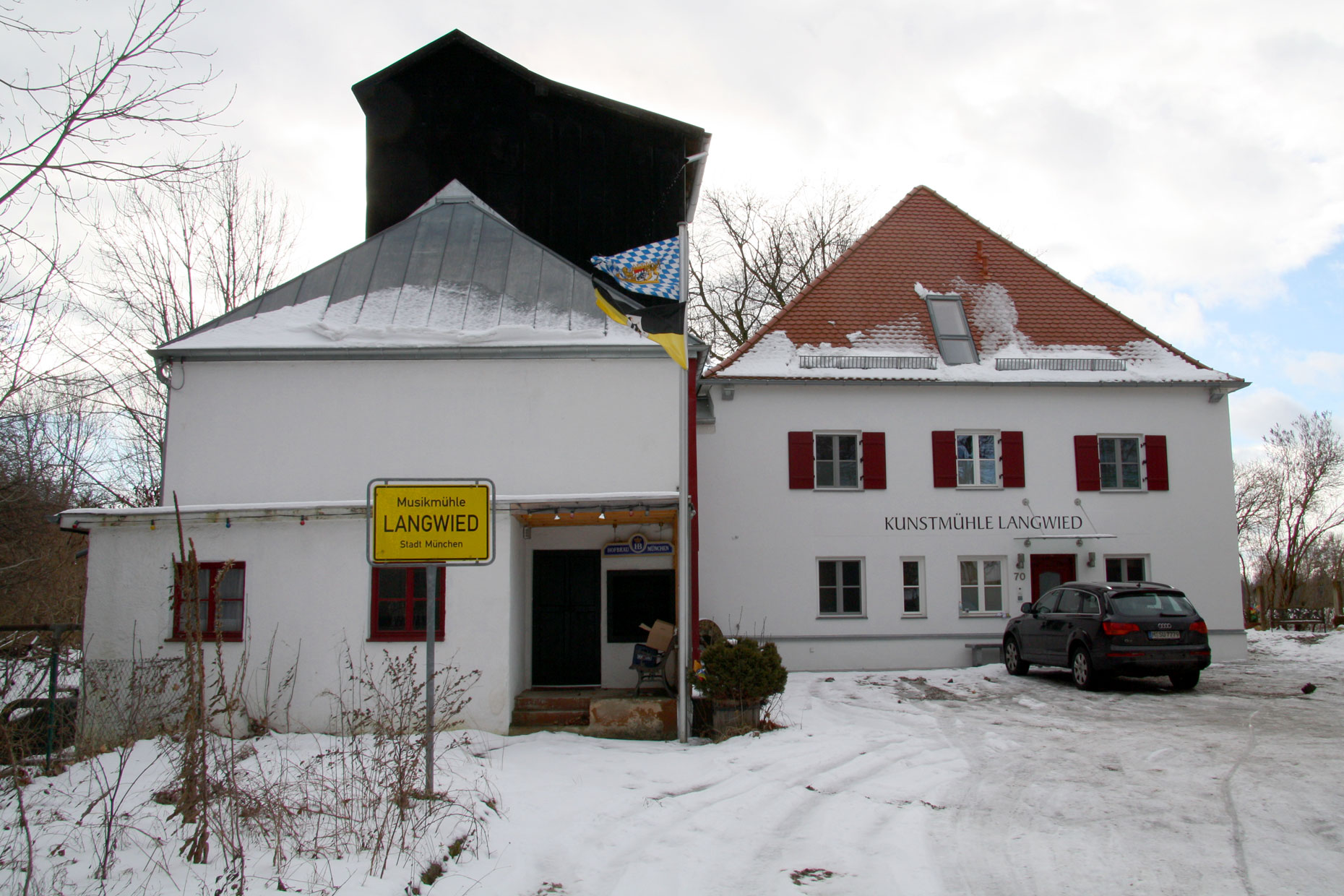
Kunstmühle Langwied 2010

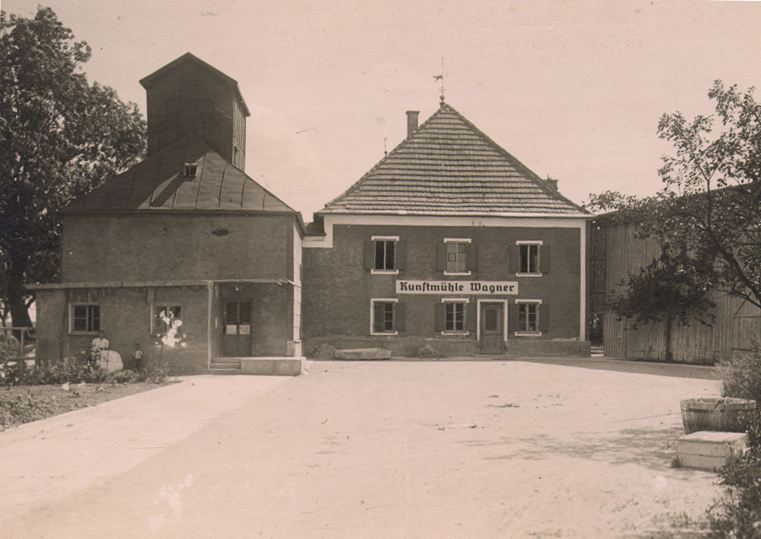
Kunstmühle Langwied um 1945

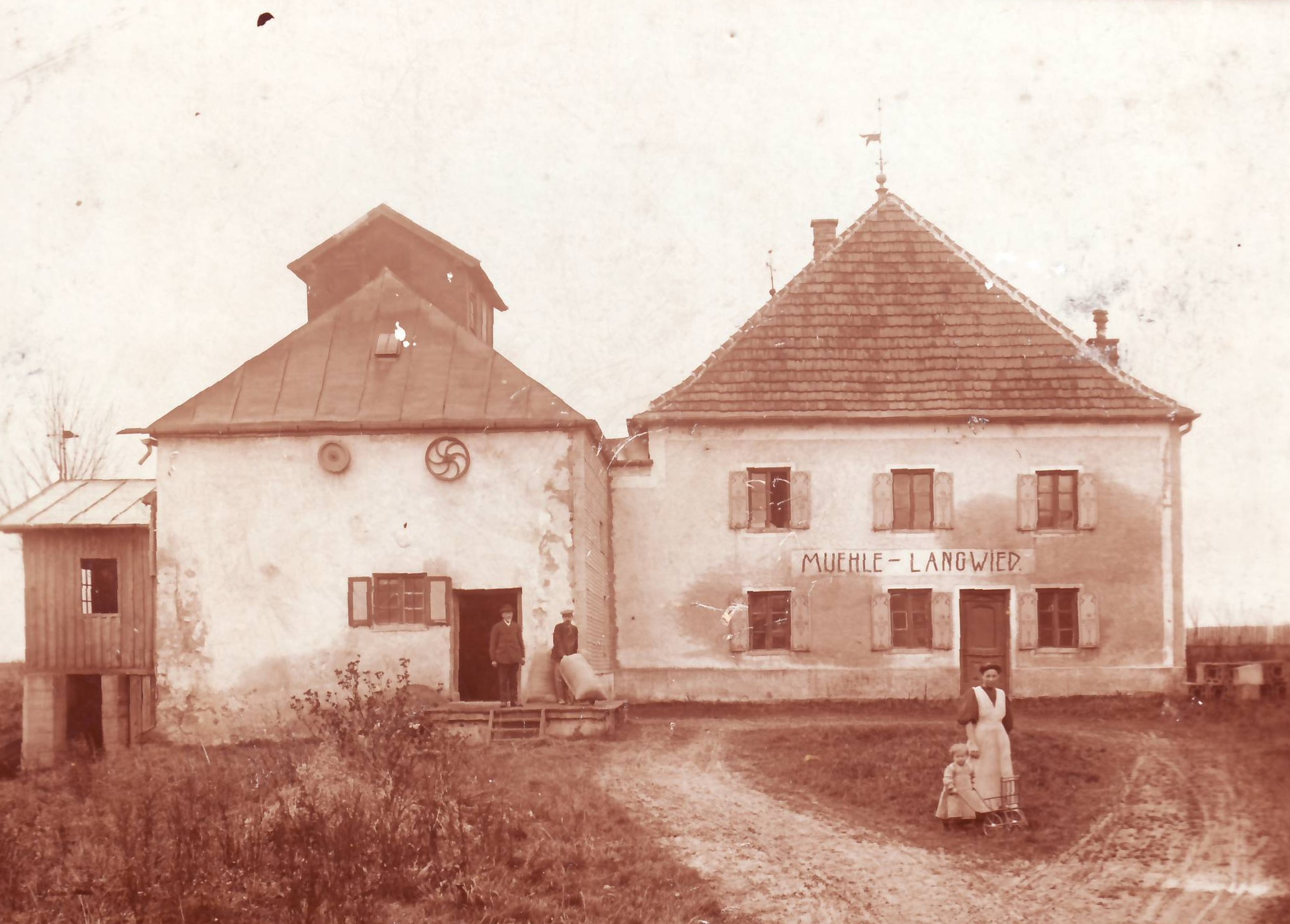
Kunstmühle Langwied um 1914

Die Kunstmühle Langwied ist eine ehemalige Mühle in München. Sie ist als Baudenkmal in die Bayerische Denkmalliste eingetragen.

## Lage
Die Kunstmühle Langwied liegt am Südrand des historischen Ortskerns des Münchner Stadtteils Langwied an der Langwieder Hauptstraße 70 kurz vor deren Einmündung in die Berglwiesenstraße. Von der Straße aus führt ein etwa 75 m langer Stichweg nach Süden zu der am Langwieder Bach liegenden ehemaligen Mühle und dem westlich davon liegenden Wohnhaus.

## Geschichte
Die Mühle stammt im Kern noch aus dem 18. Jahrhundert. Das Mühlengebäude war noch bis nach dem Zweiten Weltkrieg in Funktion. Von 1985 bis 2011 wurde es unter der Bezeichnung Musikmühle Langwied für private Feste und Auftritte lokaler Musikgruppen genutzt.

## Beschreibung
Das Mühlengebäude hat eine Grundfläche von etwa 7 m × 14 m. Es ist ein zweigeschossiger Walmdachbau, aus dem mittig ein turmartiger Satteldachbau mit Schleppdach herausragt.
Das Wohngebäude ist ein etwa 11 m × 13 m großer zweigeschossiger Bau mit Walmdach.